# Треза (Тічино)
Треза (італ. Tresa) — громада  в Швейцарії в кантоні Тічино, округ Лугано. 2021 року громади Крольйо, Монтеджо, Понте-Треза і Сесса об'єдналися в громаду Треза.

## Географія
Місто розташоване на відстані близько 155 км на південний схід від Берна, 27 км на південний захід від Беллінцони.
Крольйо має площу 4,4 км², з яких на 16,3% дозволяється будівництво (житлове та будівництво доріг), 16,3% використовуються в сільськогосподарських цілях, 66,4% зайнято лісами, 0,9% не є продуктивними (річки, льодовики або гори).
Монтеджо має площу 3,4 км², з яких на 24% дозволяється будівництво (житлове та будівництво доріг), 27,9% використовуються в сільськогосподарських цілях, 44,7% зайнято лісами, 3,3% не є продуктивними (річки, льодовики або гори).
Понте-Треза має площу 0,4 км², з яких на 51,2% дозволяється будівництво (житлове та будівництво доріг), 2,4% використовуються в сільськогосподарських цілях, 41,5% зайнято лісами, 4,9% не є продуктивними (річки, льодовики або гори).
Сесса має площу 2,9 км², з яких на 13,1% дозволяється будівництво (житлове та будівництво доріг), 25,9% використовуються в сільськогосподарських цілях, 60,3% зайнято лісами, 0,7% не є продуктивними (річки, льодовики або гори).